# Christa McAuliffeová
Sharon Christa McAuliffeová (2. září 1948 Boston, Massachusetts, USA – 28. leden 1986 nad Floridou, USA) byla americká učitelka a astronautka, která tragicky zahynula ve svých 37 letech při havárii raketoplánu Challenger.

## Životopis
Pedagogické vzdělání získala v roce 1966 na Framinghamské státní koleji, pak pokračovala ve studiu na Bowleské státní koleji, které zakončila úspěšně v roce 1970. Jako středoškolská učitelka působila ve městě Concord – New Hampshire, na tamní střední škole učila ekonomii, práva a historii.
Zapojila se s úspěchem do vypsaného programu Učitel ve vesmíru, z 11 000 zájemců byla vybrána v roce 1985. Pak se podrobila výcviku kosmonautů a dostala se již rok poté do mise raketoplánu.

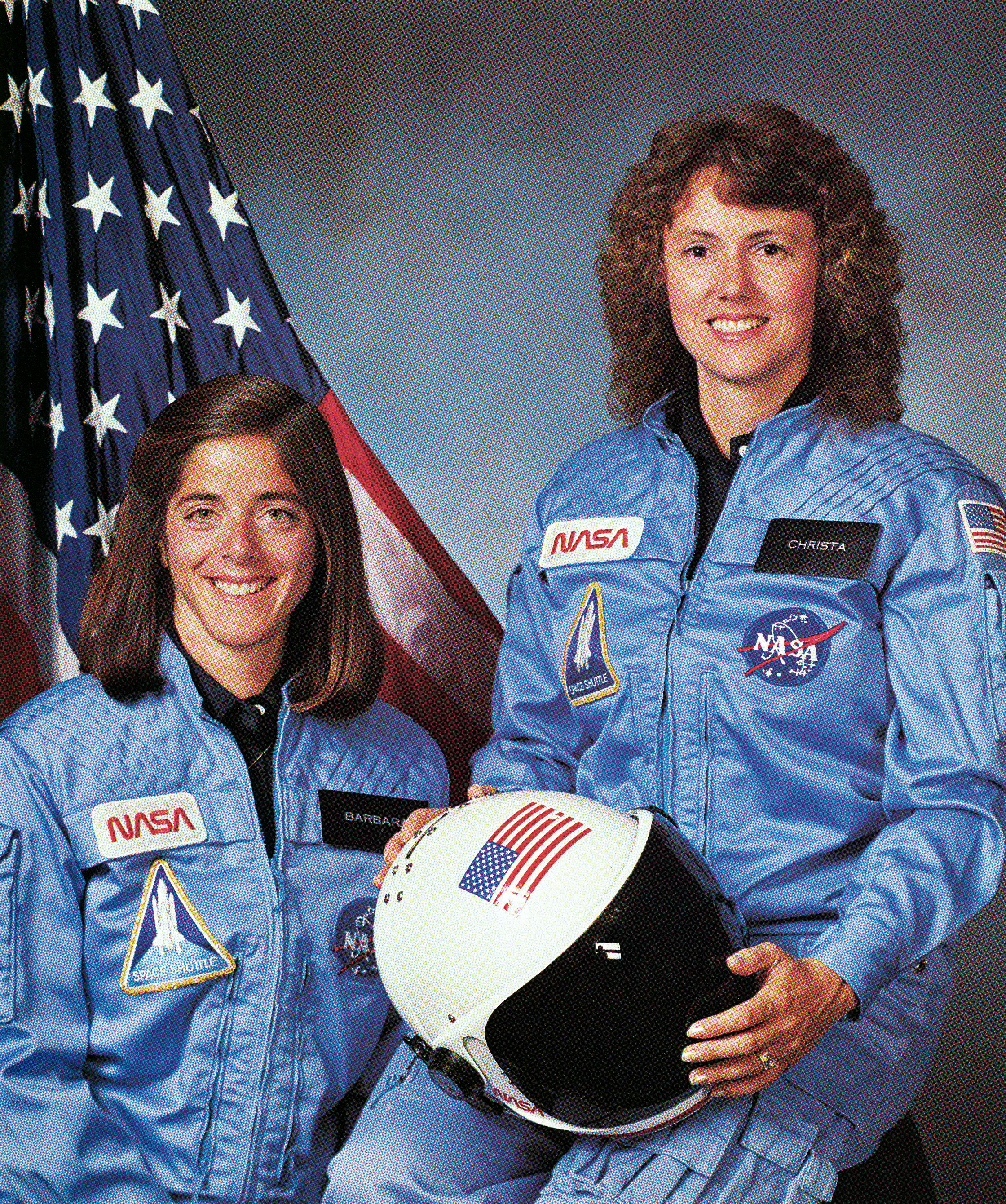
McAuliffeová a Barbara Morganová

## Tragédie ve vesmíru
Jako specialistka pro užitečná zatížení se 28. ledna 1986 zúčastnila mise STS-51-L raketoplánu Challenger. Start byl na floridském kosmodromu Cape Canaveral.
Spolu s ostatními členy posádky (Francis Scobee, Judith Resniková, Ellison Onizuka, Ronald McNair, Gregory Jarvis a Michael Smith) zahynula při výbuchu raketoplánu 73 sekund po startu. Všichni jsou pohřbeni na Arlingtonském národním hřbitově.